# Bobinack
Bobinack är en roman av Eyvind Johnson utgiven 1932.
Romanen var den första som Eyvind Johnson skrev efter återkomsten till Sverige efter en tids vistelse i Frankrike. Den rymmer en kritik och ett ifrågasättande av borgerligheten och den borgerliga kulturen. Romanen är skriven i en experimentell komposition, sannolikt inspirerad av Alfred Döblins Berlin Alexanderplatz och John Dos Passos Till Manhattan. Liksom dessa romaner knyts händelserna till en central plats i en storstad. Handlingen börjar med en bilolycka på Kungsgatan i Stockholm där nästan alla personer i romanen är närvarande.
Som en representant för borgerligheten i romanen framstår Kyndel Aromaticus, direktör för ett företag som tillverkar parfym. Hans liv förstörs av den förbryllande titelfiguren Bobinack, som är en amoralisk och hänsynslös gestalt. Dennes namn är lånat från jätten i en saga av L.E. Björkman som Eyvind Johnson läst i sin barndom.